# 馬鈴薯煎餅
馬鈴薯煎餅是一道由磨碎或打爛的馬鈴薯、馬鈴薯粉或麵粉，以及作黏合用的雞蛋或蘋果醬製成的煎餅，偶爾會加入磨碎的大蒜或洋蔥和調味料來增添風味。這道美食可搭配各式各樣的調味品，從鹹食（如酸奶油或乾酪）到甜食（如蘋果醬或糖），當然，也可以單純享受原味。有一種變化版本是以馬鈴薯泥塑形為煎餅，類似的可樂餅。 此外，也有使用甘薯來製作的馬鈴薯煎餅。

## 在不同文化中的馬鈴薯煎餅

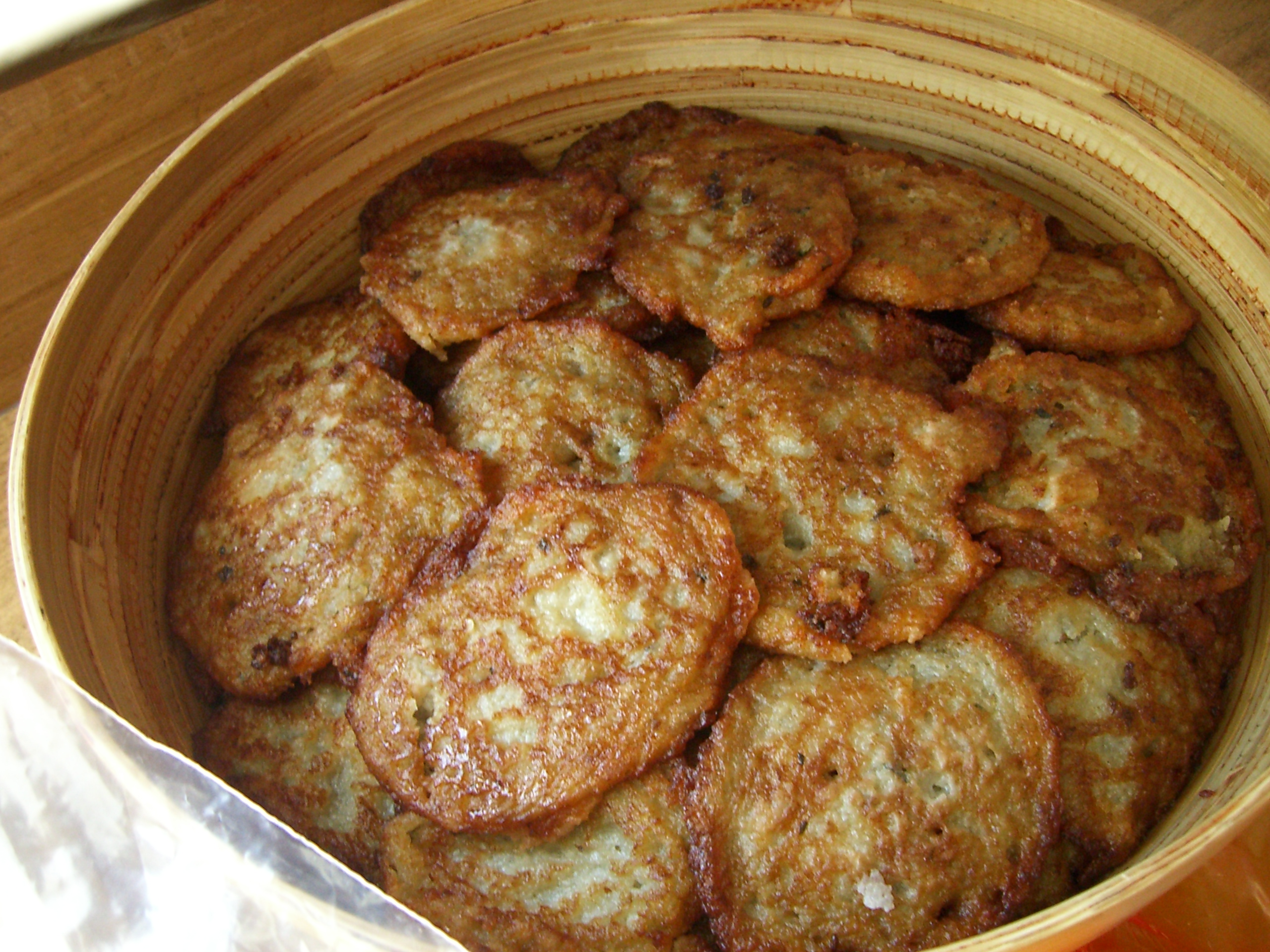
白俄羅斯傳統陶器中的白俄羅斯煎薯餅draniki

馬鈴薯煎餅在眾多歐洲國家中佔有重要地位，包括愛爾蘭、德國、奧地利、荷蘭、白俄羅斯、保加利亞、捷克、匈牙利、猶太地區、拉脫維亞、立陶宛、盧森堡、波蘭、羅馬尼亞、俄羅斯、斯洛伐克、烏克蘭、意大利、西班牙等。在白俄羅斯、烏克蘭、俄羅斯和斯洛伐克，馬鈴薯煎餅更被譽為國菜。德國的馬鈴薯煎餅既可以鹹食，也可以甜食，常配以蘋果醬或藍莓、糖和肉桂。在冬季，這道煎餅經常出現在戶外市集和節慶活動中。在瑞士，一種稱為rösti的馬鈴薯煎餅變體，不使用雞蛋或麵粉。在意大利塔蘭托，馬鈴薯煎餅主要由馬鈴薯、鹽和卡內斯特拉托起司所組成。
在美國，有一種類似薯餅的馬鈴薯煎餅，不包含雞蛋和麵粉。在印第安納州南部，馬鈴薯煎餅是節慶時不可或缺的美食。。在墨西哥的某些地區，這道煎餅在四旬期或無肉星期五特別受歡迎。

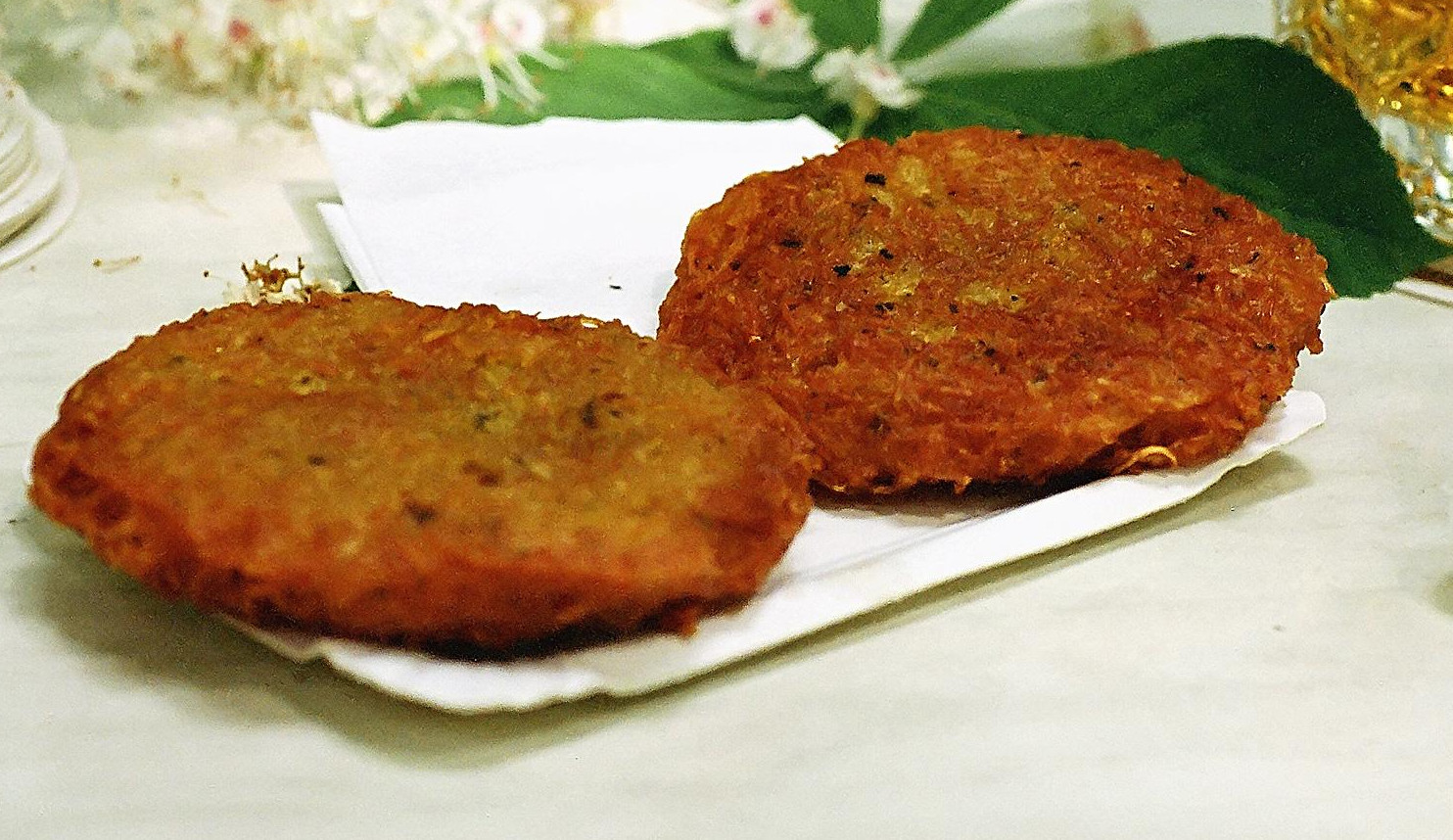
奧地利的馬鈴薯煎餅

### 歐洲

#### 瑞典

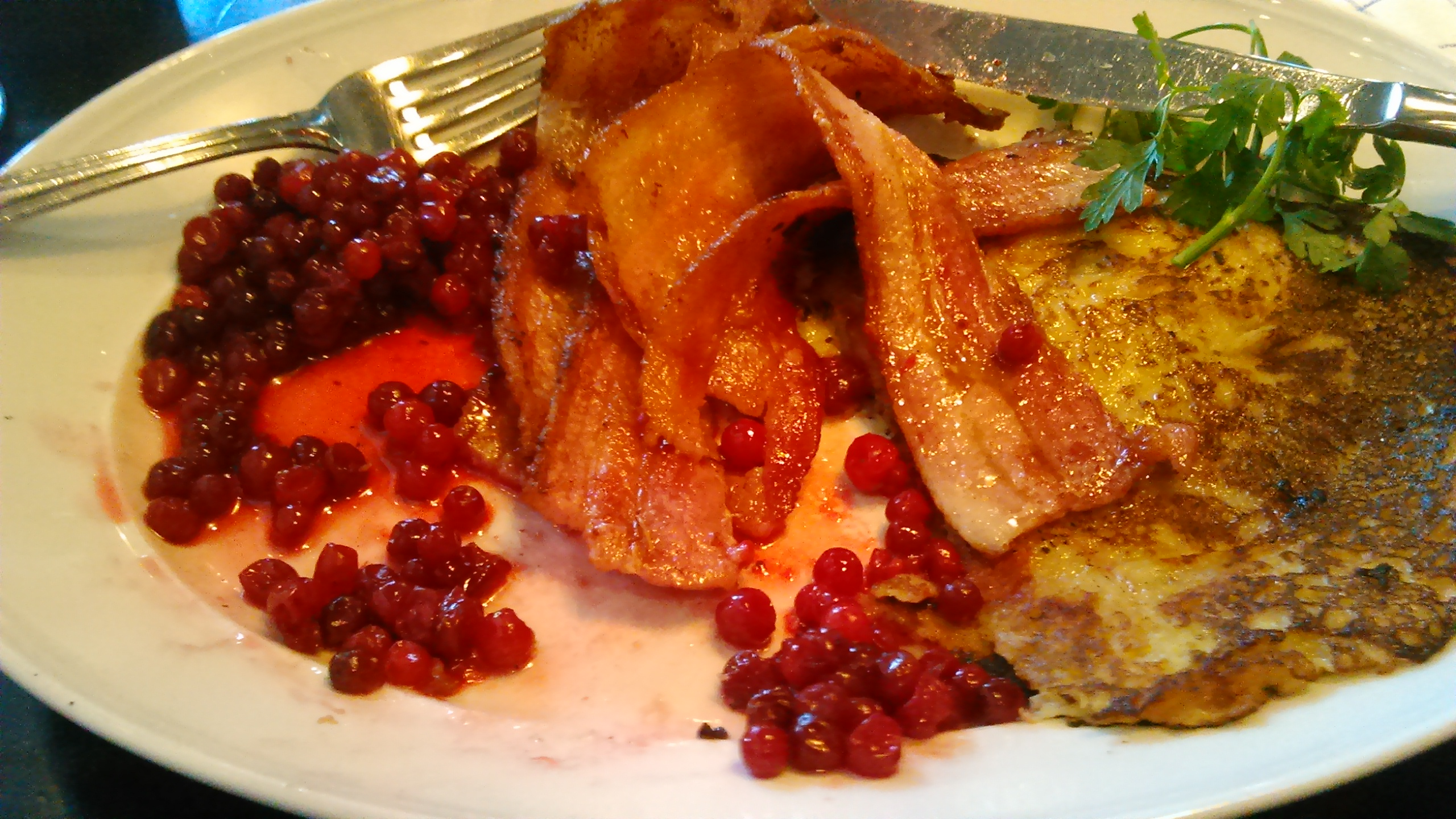
配豬肉和越橘的Raggmunk馬鈴薯煎餅

在瑞典，是一種將磨碎的生馬鈴薯、小麥粉、雞蛋和牛奶混合成煎餅糊，煎至金黃色的美食，外型看起來像可麗餅。則是將煮熟的馬鈴薯磨碎後加入煎餅糊中，再在黃油中煎至金黃色的美食。是用磨碎的生馬鈴薯製成薄煎餅，不添加任何糊狀物，然後在黃油中煎至金黃色，外型有點像薯餅。是將土豆泥和雞蛋混合，裹上面包屑後在黃油中煎至金黃色的美食。這些馬鈴薯煎餅通常會搭配煎培根和越橘果醬一起食用，是瑞典傳統美食的代表之一。

#### 英國
馬鈴薯餅在英國很常見。在英格蘭東北部（特別是達勒姆郡），有一道菜被稱為「tattie fish」，因為煎餅看起來像一塊油炸魚。煎餅由麵粉、雞蛋、磨碎的馬鈴薯和洋蔥製成。有些人會加入番茄或奶酪。
英國人還將馬鈴薯煎餅帶到前殖民地，如津巴布韋，至今仍是一道經濟實惠的菜餚。

#### 愛爾蘭
在愛爾蘭的大多數地區，尤其是北康諾特和南阿爾斯特，一種被稱為「bacstaí」的馬鈴薯煎餅是一道頗受喜愛的傳統美食。其製備方法與英國類似，但含有更高比例的澱粉，且在製作過程中通常會添加酪奶和小蘇打，這使得煎餅呈現出光滑且略帶顆粒感的獨特質地。

#### 波蘭

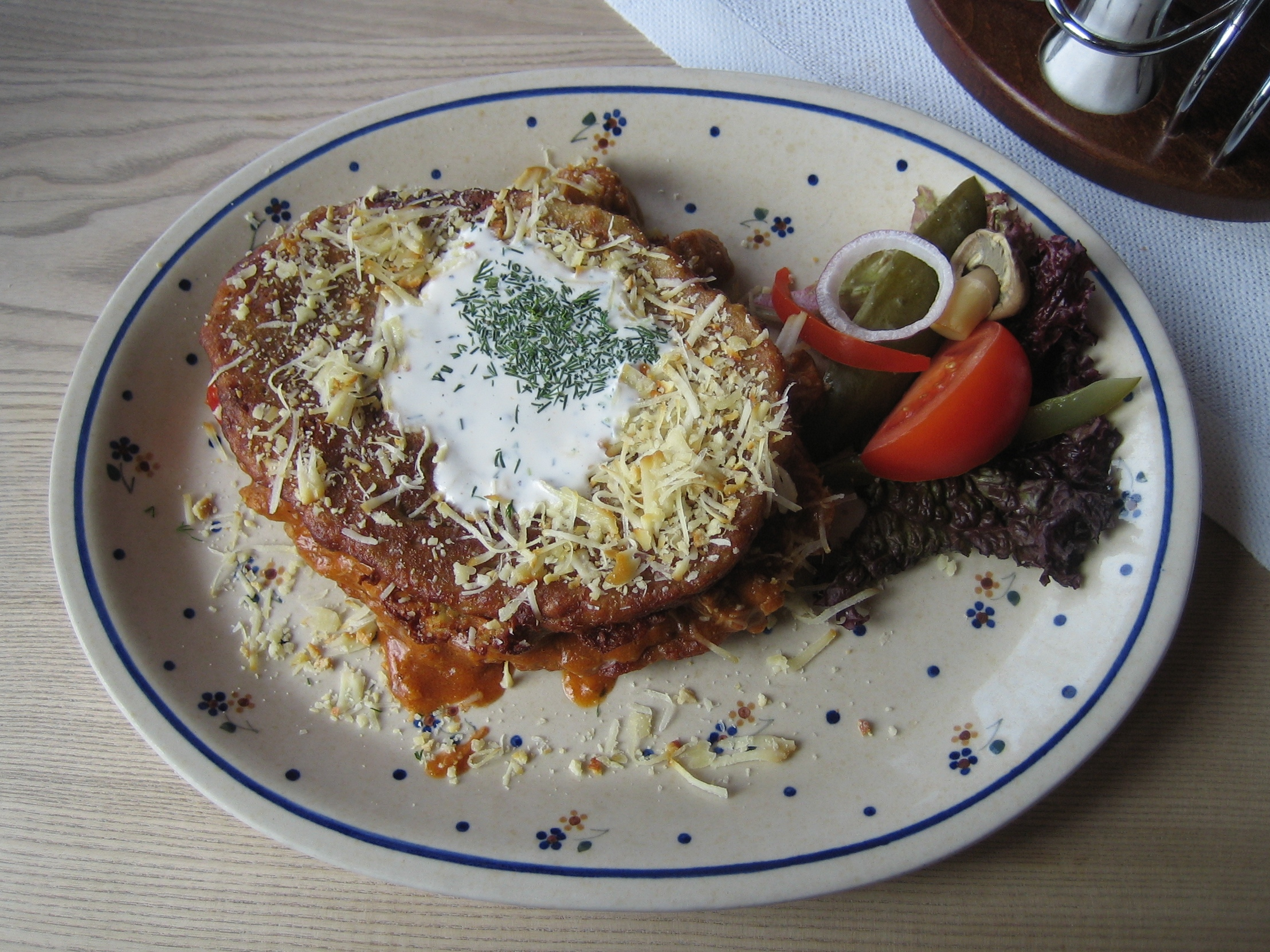
在扎科帕內的餐廳裏，一道配有辣味醬汁的馬鈴薯煎餅被端上桌，搭配著羊奶乾酪和酸奶油

在波蘭語中，馬鈴薯煎餅直譯為，這道菜在波蘭經常與肉醬、豬肉脆片、燉牛肉、酸奶油、蘋果醬、蘑菇醬、乾酪或羊奶乾酪，甚至水果糖漿一起食用。根據17世紀斯托切克瓦爾敏斯基波蘭修道院的書面食譜記載，馬鈴薯煎餅當時是一種主食，每公斤馬鈴薯配以一個洋蔥、兩個雞蛋和一匙小麥粉，僅以鹽和胡椒調味。而在19世紀，特別是在瓜分波蘭期間的經濟困難時期，馬鈴薯煎餅常常替代缺失的麵包作為農民食物，低品質作物被迅速製成煎餅，以改善口味和延長新鮮度。 此外，馬鈴薯煎餅的普及與波蘭曾經存在的世界最大猶太社區之一有著密切的聯繫。
世界上最大的馬鈴薯煎餅之一，直徑達到2米2厘米，是在波蘭Rzechta村莊舉行的為期兩天的「Święto Plinzy」（Plinza節）期間製作的。在Rzechta，還有丟擲馬鈴薯煎餅的活動，紀錄顯示最遠距離達到了29米。
盜賊煎餅是一種衍生菜餚，將燉牛肉鋪在馬鈴薯煎餅上。這道菜起源於或接近塔特拉山脈，位於波蘭或斯洛伐克一側，有著多種不同的名稱，如placek zbójnicki（盜賊煎餅）、placek cygański（吉普賽煎餅）、placek węgierski（匈牙利煎餅）、jadło drwali（伐木工人的食物）以及placek góralski（山地人的煎餅）。其中，placek zbójnicki是最常見的叫法。

#### 捷克

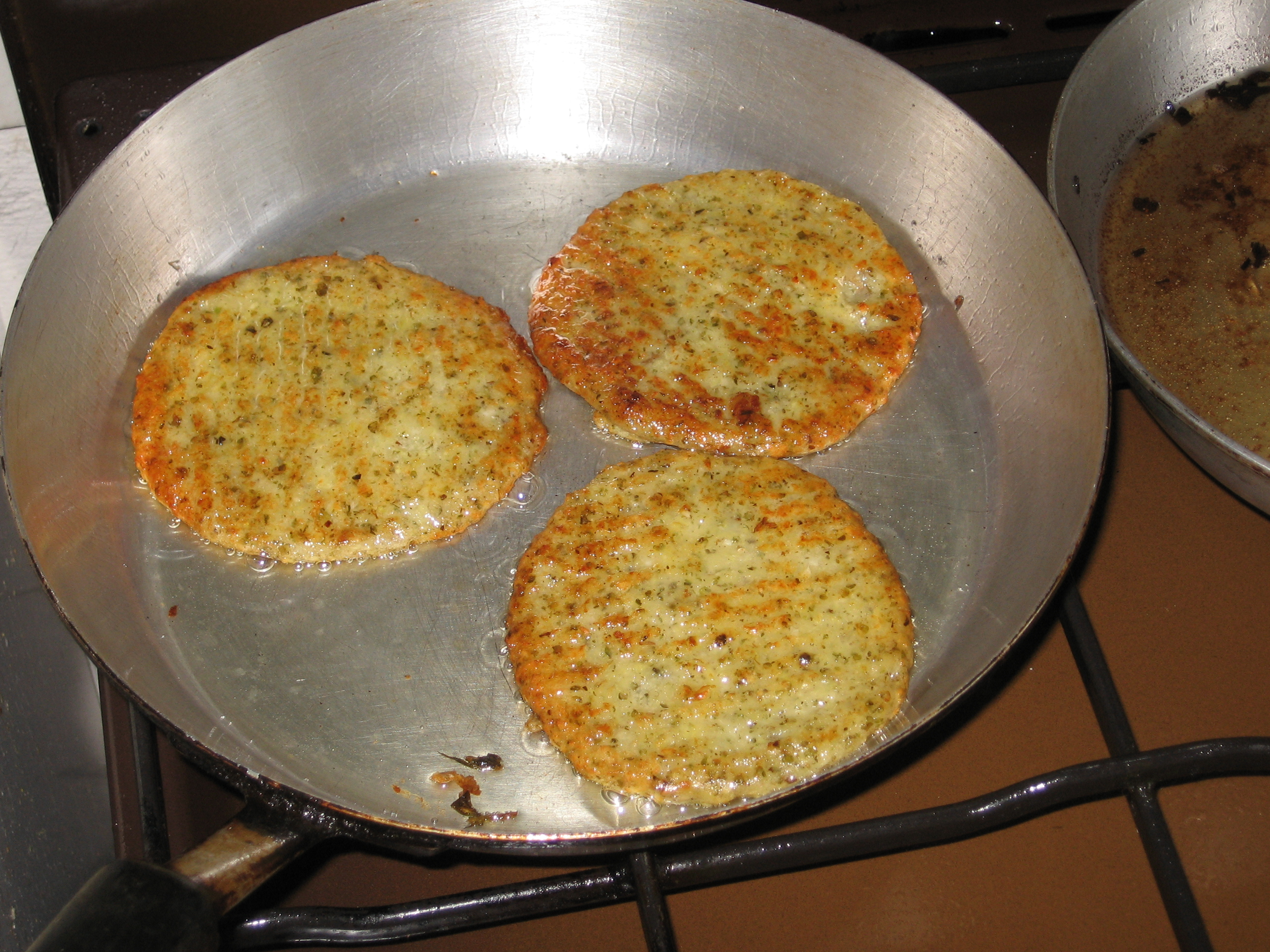
捷克馬鈴薯煎餅

捷克馬鈴薯煎餅稱為（來自一詞，即馬鈴薯），它是由磨碎的馬鈴薯、雞蛋、麵包屑或麵粉和調味料（鹽、胡椒、最重要的是大蒜和墨角蘭；有時還有磨碎、破碎或整顆葛縷子種子）製成，並以這種方式食用（見食譜 （页面存档备份，存于））。一些地區版本混合了麵糰、酸菜或切片的熏肉。同樣的馬鈴薯麵糊也用作炸豬排的塗層，稱為。有時它是油炸的。

#### 猶太人

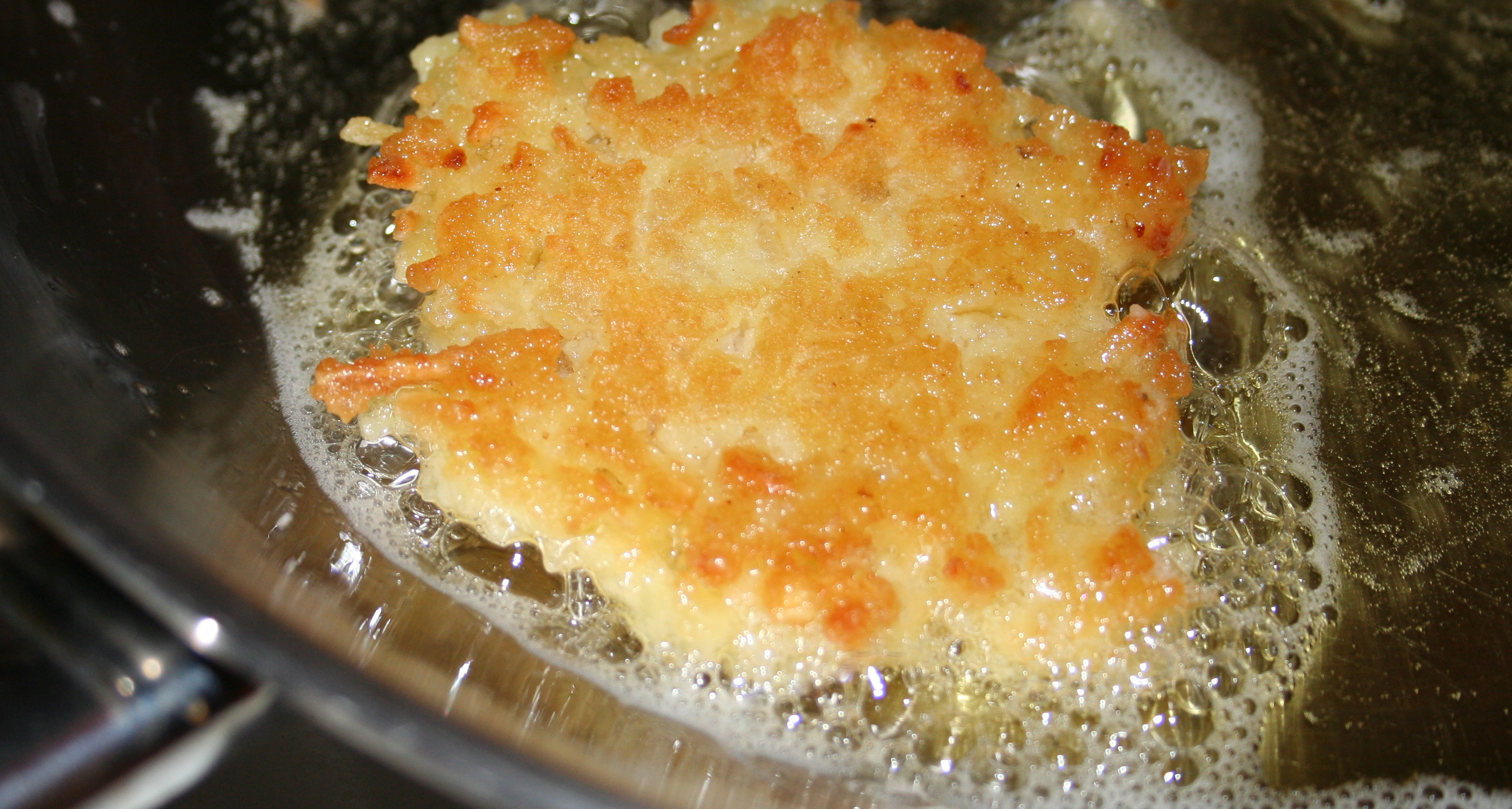
油炸中的猶太馬鈴薯煎餅

猶太馬鈴薯煎餅（有時拼寫為latka）是一道在光明節期間深受阿什肯納茲猶太人喜愛的傳統美食。其起源可追溯至19世紀中期，當時波蘭與烏克蘭遭遇嚴重的作物失敗，導致馬鈴薯成為主要作物，因其易於種植且成本低廉。最初的馬鈴薯菜餚是以奶酪為基礎，而非馬鈴薯，至晚可追溯至中世紀。
在馬鈴薯尚未引入舊大陸之前，猶太馬鈴薯煎餅是由各種蔬菜、奶酪、豆類或澱粉製成，取材於當地的食材和當地猶太社區的食物風尚。 許多現代食譜要求添加洋蔥和胡蘿蔔等食材。猶太馬鈴薯煎餅的變種還可能包含西葫蘆、甜洋蔥和格魯耶爾乾酪（用於製作法式洋蔥湯口味），以及一些使用甘薯的變體。
「latke」這個名稱源自東斯拉夫語的或，意為「小煎餅」。在希伯來語中，「levivah」是這個詞的名稱，出現在《撒母耳記》中，指的是用揉製的麵團製成的餃子，是故事中暗嫩和他瑪的一部分。另一個同音詞「levav」意為（לבב）「心」，而「l-v-v」的動詞形式也出現在《雅歌》中。對於烏德穆爾特和韃靼斯坦的阿什肯納茲猶太人而言，在八天的光明節假期期間，有文獻記錄他們會製作並享用拉丁風格的猶太馬鈴薯煎餅，如「draniki」、「dranki」、「krezliki」、「kremzliki」、「kakorki」等。

### 亞洲

#### 韓國

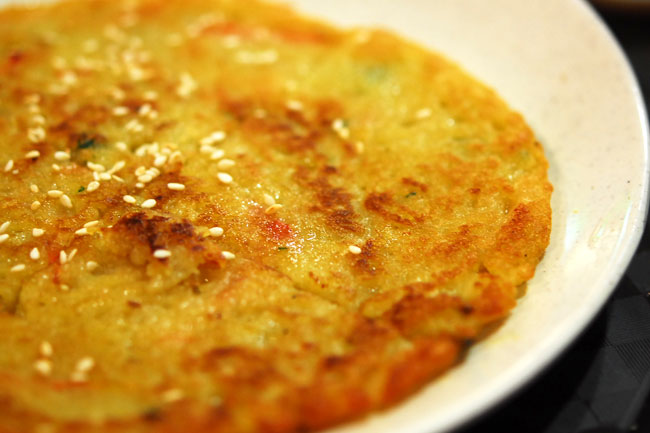
甘藷煎

甘藷煎（諺文：감자전，甘藷即馬鈴薯）是一種韓國煎餅，由磨碎的馬鈴薯和馬鈴薯澱粉混合後在油中煎製而成。它可以不添加其他成分，但有時會加入洋蔥、辣椒和紫蘇葉。一般來說，它會用少量鹽調味，並搭配醬油一起食用。

#### 伊朗
在伊朗料理中，馬鈴薯矻矻（kuku sib-zamini）是由磨碎的馬鈴薯、雞蛋、洋蔥、藏紅花（有時還有大蒜韭菜和肉桂）製成。馬鈴薯矻矻經常被製成小餅，但也可以製成大煎餅或烤製。。

## 外部連結
- 维基共享资源上的相關多媒體資源：馬鈴薯煎餅